# サンタントーニオ・ダ・パードヴァ聖堂

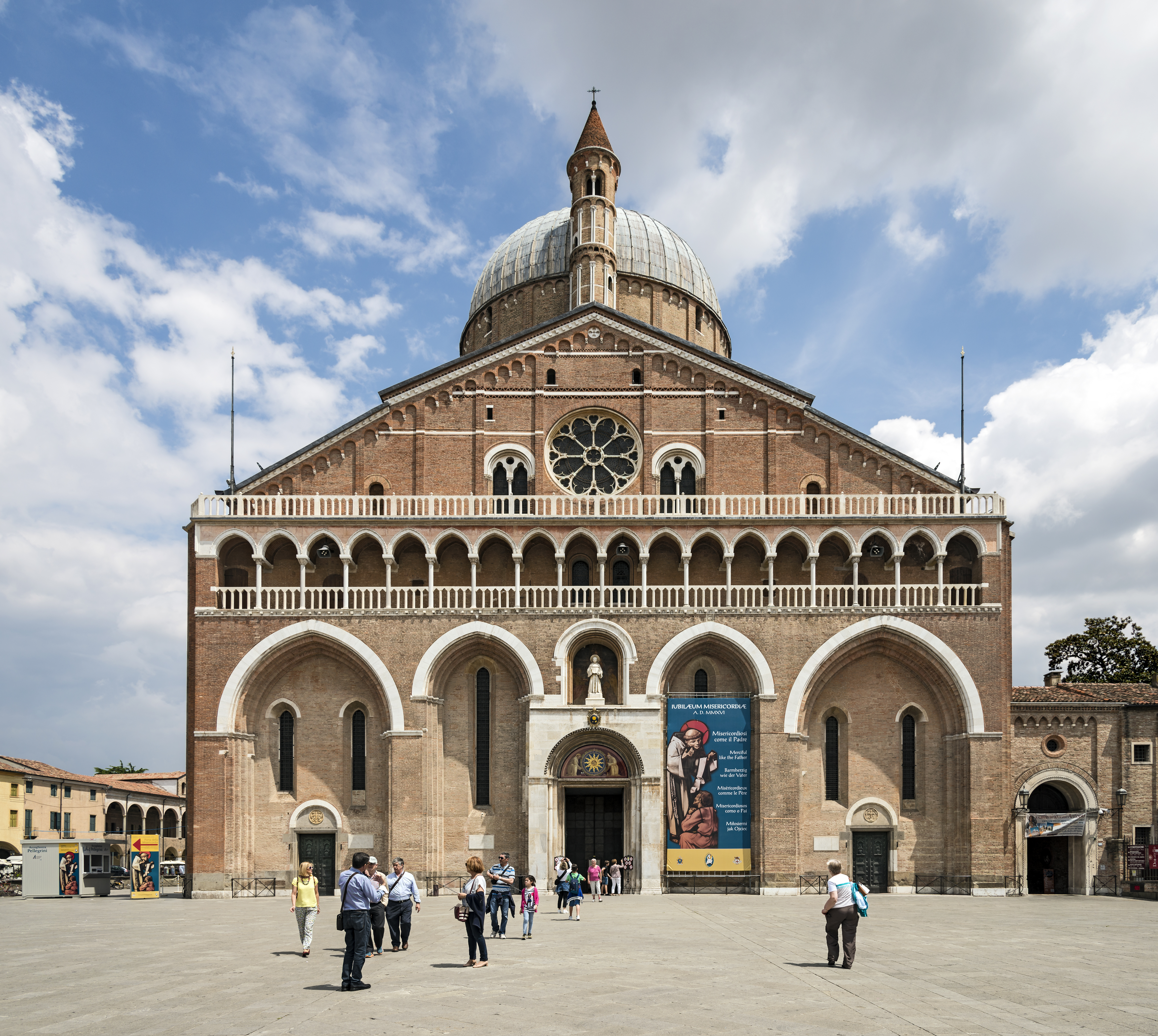
サンタントーニオ聖堂

サンタントーニオ・ダ・パードヴァ聖堂 (イタリア語: Basilica di Sant'Antonio da Padova) は、パードヴァ市民には単に「イル・サント」(il Santo) として呼ばれ、カトリック教会のバシリカ。パードヴァで最も重要な教会の一つであり、世界でも多くの来訪者が訪れる教会のひとつでもある。パードヴァの聖アントニオの聖遺物を保管している。パードヴァの大聖堂やドゥオーモといった類の称号はない。
ロマネスクのファサード、ゴシックのアーチ、ビザンティン様式のクーポラ、イスラム美術を取り入れた鐘楼など異なる様式の完璧な調和という特徴をもち世界でもめずらしい巨大建築物となっている。
聖人の遺体は彼の願いにより彼が1229年に設立した修道院の隣にあるサンタ・マリーア「マーテル・ドミニ」小教会に葬られた。
その教会は聖堂の建設時に中心部分としてマドンナ・モーラ礼拝堂として組み入れられた。

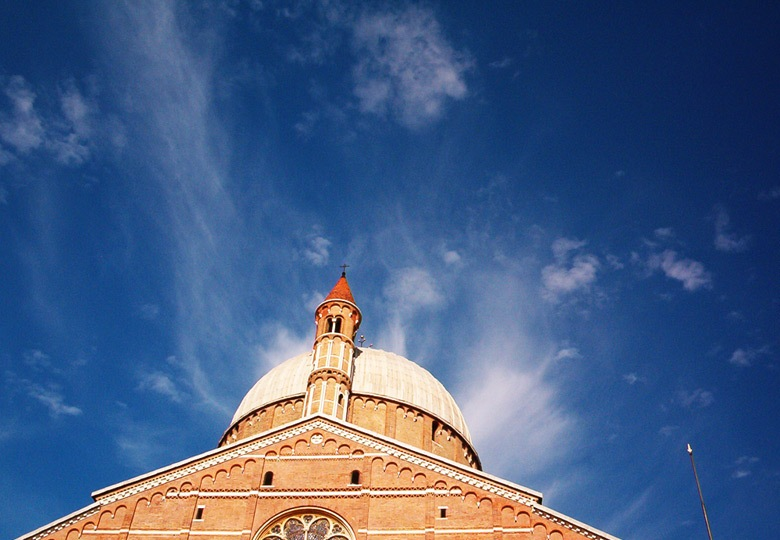
聖堂のクーポラ

聖堂の建設は聖アントニオの死んだ翌年の1232年には始まっていたと考えられており、完成は1310年にまで長引いた。
1394年の火事とそれによる鐘楼の崩壊により聖堂の整理のための改築は15世紀まで続いた。
15世紀の作業は回廊の増築、内陣席の再整理、新しい中庭の設置を含む。
カローナ出身のセル・マルティーノの息子である彫刻家で建築家のピエトロ・ロンバルドが29歳の1464年にルネサンス様式で彫刻した「アントニオ・ロゼッリの碑」と1467年の「ヤーコポ・パヴィーニの墓碑」が聖堂内にある。
正面の広場にはすばらしいドナテッロによるガッタメラータ騎馬像が置かれている。
ドナテッロは主祭壇や聖歌隊の囲い、ブロンズのキリストの磔刑像も作製した。
主祭壇には輪になった7聖人、聖母子、ダニエーレ、フランチェスコ、アントーニオ、ジュスティーナ、プロズドーチモ、ルドヴィーコが置かれている。

## 重要な部分

### 北翼廊
「聖人の墓」とともに礼拝堂に含まれている、聖堂のなかでも尊敬されている重要な場所のひとつ。

### 墓の祭壇
7段の階段のついた台座の上にある。
ティツィアーノ・アスペッティの作（1607年）で特徴的な3つの彫像、中央の聖アントーニオ、側にいるのは聖ボナヴェントゥーラとフランチェスコ会の司教となるトローナの聖ルイージがある。
祭壇の背後には、年代順に並べるとアントニオ・ミネッロ、ジョヴァンニ・ルビーノ、シルヴィオ・コジーニ、ダネーゼ・カッターネオ、ジローラモ・カンパーニャ、ヤーコポ・サンソヴィーノ、トゥッリオ・ロンバルド、ジョヴァンニ・マリーア・モスカ、ピエル・パオロ・ステッラといった16世紀の異なる彫刻家が手がけた9つの大理石の薄肉彫りがある。

## 芸術での引用
カルロ・マッツァクラーティの映画「聖アントニオと盗人たち」(La lingua del santo) において、二人の泥棒が聖堂に寄り忍び込んで聖アントーニオの舌聖遺物箱を盗む場面と後に買い戻しに訊ねる場面がある。